# Litovski statuti
Litovski statuti (litovsko Lietuvas statūti), prvotno znani kot Statuti Velike litovske kneževine, so bili kodifikacija celotne zakonodaje Velike litovske kneževine in njegove naslednice poljsko-litovske Republike obeh narodov iz 16. stoletja. Statute sestavljajo trije zakoniki, objavljeni leta 1529, 1566 in 1588. Vsi so napisani v rusinščini, prevedeni v latinščino in kasneje v poljščino. Bili so osnova pravnega sistema Velike litovske kneževine in »prvi popoln zakonik, napisan v Evropi po rimskem pravu«. Statuti so se razvijali skladno s širitvijo Litve na slovansko ozemlje, zato so bili glavni vir statutov starolitovskega običajnega prava, staroslovanskega običajnega prava, privilegijev poljskega plemstva na Poljskem, Magdeburških pravic, mednarodnih sporazumov ter kraljevih listin in razglasov iz 12. do 14. stoletja.

## Prvi in Drugi statut
- Prvi statut (1529)
- Prva stran Laurentiusove latinske različice Prvega statuta (1531)
- Strani iz Drugega statuta (1588)
- Strani iz Drugega statuta (1588)

Glavni namen Prvega statuta je bil standardizirati in poenotiti pravo v enem samem zakoniku, s čimer se je končal izrazit regionalni partikularizem. Enotni zakoni naj bi delovali kot orodje za boljše politično in gospodarsko povezovanje različnih regij.
Prvi statut je bil sestavljen leta 1522 in je začel veljati leta 1529 na pobudo Litovskega sveta gospodov. Domneva se, da je kodifikacijo začel veliki kancler Litve Mikołaj Radziwiłł kot predelavo in razširitev Kazimirjevega zakonika. Prvi statut je obsegal 13 poglavij in je bil razdeljen na 282 členov. Prvo izdajo je preoblikoval in dopolnil njegov naslednik Albertas Goštautas, ki je leta 1522 prevzel položaj velikega kanclerja Litve. 
Prvi statut je bil napisan ročno in se je ohranil v več izvodih. Litovski statuti so bili zaradi boljše terminologije in v izogib dvoumnosti prevedeni v latinščino. Najaktivnejši zagovornik latinščine v Veliki litovski kneževini je bil Augustinus Rotundus. 
Drugi statut je začel veljati leta 1566 po ukazu poljskega kralja in velikega litovskega kneza Sigismunda II. Avgusta in je bil obširnejši in naprednejši od Prvega. Veliki knez je to storil zaradi pritiska litovskega plemstva, saj je zaradi razširitve plemiških pravic od objave Prvega statuta ta postal pomanjkljiv. Drugi statut je pripravila posebna komisija, sestavljena iz desetih članov, ki sta jih imenovala veliki knez in Svet gospodov. 
Drugi statut je izenačil pravice pravoslavnih in katoliških državljanov. Sestavljalo ga je 14 poglavij s 367 členi.

## Tretji statut
Tretji statut, opisan kot »izjemen spomenik pravne, literarne in jezikovne kulture«, je bil sprejet leta 1588 kot odgovor na Lublinsko unijo, ki je ustvarila skupno poljsko-litovsko državo. Glavni avtor in urednik tega statuta je bil veliki kancler Litve Lev Sapieha, rusinskega porekla. Statut je bil prvi, ki je bil natisnjen v rusinščini v cirilici za razliko od predhodnih rokopisnih Statutov. Prevodi Statuta so bili natisnjeni tudi  Moskoviji in na Poljskem, kjer zakoni takrat še niso bili temeljito kodificirani. Kjer so bili ustrezni ali primerljivo podobni poljski zakoni nejasni ali so manjkali, so se v nekaterih primerih zgledovali po Litovskem statutu. 
Tretji statut je reorganiziral in spremenil obstoječe zakone ter vključil nove. Zanj so značilne težnje po strogih kaznih, vključno s smrtno kaznijo, kar je bilo v skladu s splošnim nazadnjaškim maščevalnim trendom v tedanjem evropskem pravu. Zakon je določal, da se kazniva dejanja, ki so jih storili ljudje iz različnih družbenih slojev ali zoper njih, kaznujejo enako, kar je bilo v skladu z idejo enakovrednosti človeškega življenja. V praksi so bila kazniva dejanja, ki so jih zagrešili kmetje proti plemstvu, kaznovana strože kot obratno. Statut so podprli litovski mogotci, saj jim je podelil posebna pooblastila in privilegije, ki so jim omogočali nadzor nad nižjim litovskim plemstvom in kmeti. V znak zahvale za imenovanje za velikega litovskega kneza je Sigismund III. Vasa revidiral Lublinsko unijo in odobril Tretji litovski statut. 
Številne določbe Statuta niso bile v skladu z določbami Lublinske unije, ki v Statutu sploh ni omenjena. Tretji člen Statuta je določal, da bodo vse dežele Velike litovske kneževine za vedno ostale v Veliki kneževini in ne bodo nikoli postale del drugih držav. V to kategorijo spadajo npr. določbe o razdelitvi krajevnih uradov samo domačinom ali osebam, ki so si ta status kupile. Enako velja za številne podrobne določbe o litovskih stanovskih zborih, ki so bili z Lublinskim združitvenim sporazumom sčasoma odpravljeni. V vsakdanjp pravni praksi je Statut izničil in celo uzurpiral Sporazum o združitvi. 
Skupina, ki je Statutu pogosto nasprotovala, je bilo poljsko plemstvo, ki je takšne nedoslednosti štelo za neustavne, zlasti ker je Lublinska unija določala, da noben zakon ne sme biti v nasprotju z zakonom Unije, Statut pa je zakone, ki so bili v nasprotju z njim, razglašal za neustavne. Litovski statuti so veljali tudi na ozemljih Litve, ki jih je Poljska priključila malo pred Lublinsko unijo. S tem povezani spori med Litvo in Poljsko so trajali več let. 
Tretja različica Statuta je imela zlasti veliko humanih značilnosti, kot so: dvojna odškodnina za umor ali ranjenje ženske, prepoved zasužnjevanja svobodnjakov za kakršen koli zločin, svoboda veroizpovedi in priporočilo, da se ob pomanjkanju dokazov obtoženi oprosti, namesto da se kaznuje po nedolžnem. Na ozemlju Litve je Tretji statut veljal do leta 1840, ko so ga nadomestili ruski zakoni. Do takrat je veliko ruskih kmetov in celo plemičev zbežalo pred despotizmom v Ruskem carstvu v sosednjo Litvo.
Tretji statut je vseboval 14 poglavij:
- 1. poglavje: »O parsune našoj gospodarskoj« (Status velikega vojvode Velike litovske kneževine)
- 2. poglavje: »O oborone zemskoj« (Obramba države)
- 3. poglavje: »O volnostjah šljahetskih i o rozmnožen'ju Velikogo Knjažstva Litovskogo« (Privilegiji plemstva in razvoj Velike litovske kneževine)
- 4. poglavje: »O sud'jah i sudeh« (Sodniki in sodišča)
- 5. poglavje: »O oprave posagu i o vene« (Dedovanje)
- 6. poglavje: »O opekah« (Skrbništvo)
- 7. Poglavje: »O zapiseh i prodažeh« (Poslovanje in takse)
- 8. poglavje: »O testamentah« (Oporoke)
- 9. poglavje: »O podkomorih v poveteh i o pravah zemlenih o granicah i mežah« (Lokalna uprava in posedovanje zemlje)
- 10. Poglavje: »O pušhu, o lovi, o derevo bortnoe, o ozera i senozhati« (Izkoriščanje okolja: lov, ribištvo, čebelarstvo itd.)
- 11. poglavje: »O kgvalteh, o boeh, o golovščinah šljahetskih« (Prekrški, pretepi in kaznovanje šlahte)
- 12. poglavje: »O golovščineh i o navezkah ljudej prostih i o takih ljudeh i čeljadi, kotoraja ot panov svoih othodit, takže o slugah prikaznih« (Pravice in kaznovanje svobodnjakov, podložnikov in nearistokratov)
- 13. poglavje: »O grabežah i navežah« (Tatvine in ropi)
- 14. poglavje: »O zlodejstve vsjakogo stanu« (Zločini vseh stanov)

## Posledice in razvoj
Kopije statutov so hranili v vsakem powiatu (okraj), da jih je lahko videla in uporabila vsaka oseba, ki je to želela. Vpogled v Statute je sprožil poskuse poljskega plemstva, da bi omejili moč litovskih magnatov in privedli do izenačitve zakonov. Težnje so dosegle vrhunec v reformah volilnega sejma (skupščina) maja-junja 1697, potrjenih na kronanjskem sejmu septembra 1697 v listini Porządek sądzenia spraw w Trybunale Wielkiego Księstwa Litewskego (Vrstni red sojenja na sodišču Velike litovske kneževine). Te reforme so omejile jurisdikcijo in pristojnosti več litovskih uradov, kot so hetman, kanclerz (kancler), marszałek (maršal) in podskarbi (podzakladnik), da bi jih izenačile s tistimi ustreznih uradov v Poljski kroni. Veliko teh funkcij so takrat imeli člani družine Sapieha. Spremembe so bile vsaj delno narejene z namenom zmanjšanja prav njihove moči. Reforme so tudi uvedle poljščino kot upravni jezik, ki je v pisnih dokumentih in sodnih postopkih nadomestila rusinščino. Slednje je bilo nasprotju z besedilom Tretjega statuta.
Litovski statuti so bili znak napredne evropske pravne tradicije in so bili na poljskih in livonskih sodiščih navedeni kot precedens. Poleg tega so imeli velik vpliv na vsebino ruskega zakonika  Sobornoje uloženije iz leta 1649. Po vzpostavitvi povezave s Poljsko, vključno z dinastično zvezo (1385–1569) in konfederacijo poljsko-litovske Republike obeh narodov (1569–1795), so bili Litovski statuti največji izraz neodvisnosti Velike litovske kneževine. 
Leta 1791 so si prizadevali spremeniti sistem in odpraviti privilegije plemstva ter ustvariti ustavno monarhijo s sodobnim državljanstvom (glej Ustavo tretjega maja), vendar so se ti načrti izjalovili, ko je Rusija ob spodbujanju Avstrije in Prusije razdelila Republiko obeh narodov. Litovski statut je ostal v Litvi v veljavi do leta 1840. 